# Jazz Hot
Jazz Hot (La revue internationale de la musique de Jazz) ist eine 1935 von Charles Delaunay in Verbindung mit Hugues Panassié gegründete französische Jazz-Zeitschrift. Sie ist somit eine der ältesten noch heute erscheinenden Jazz-Zeitschriften der Welt. Von Beginn an veröffentlichte die Zeitschrift auch Artikel von ausländischen Jazzkritikern. Zwischen 1935 und 1939 erschienen 32 zweisprachig Nummern in Französisch und Englisch. Während des Zweiten Weltkriegs erschien sie nicht, sondern erst wieder ab 1945. Heute wird die Zeitschrift jährlich herausgegeben, bis 2007 erschien sie monatlich.
Jazz Hot stand zur Zeit ihrer Gründung in Verbindung mit dem Hot Club de France, zu dessen führenden Persönlichkeiten Panassié und Delaunay gehörten. Während eines heftigen Streits 1946 um den Bebop, der den Club spaltete, wurde die Abtrennung vom Hot Club vollzogen. In der Folge wurde das Bulletin de Hot Club de France (herausgegeben von Panassié) neues Sprachrohr des Hot Club de France und Delaunay, Leiter der Zeitschrift Jazz Hot, wurde aus dem Hot Club gedrängte. Delaunay unterstützte seine Zeitschrift bis 1980 auch finanziell.
Bekannte Jazz-Liebhaber, welche die Zeitschrift prägten waren: Hugues Panassié (Herausgeber 1935 bis 1946), André Hodeir (Herausgeber 1947 bis 1950), Boris Vian (zeitweise Redakteur), Frank Ténot (zeitweise Redakteur), Lucien Malson, Laurent Goddet und aus dem Ausland Stanley Dance (bereits 1935), Leonard Feather, Ira Gitler (seit 2012 Redakteur), John Hammond und Andere.
Chefredakteur ist zurzeit (2015) Yves Sportis.